# Jekaterina Levtjina
Jekaterina Levtjina (russisk: Екатерина Вячеславовна Левчина tr. Jekatarina Vjatjeslavovna Levtjina ; født 12. januar 2000 i Sankt Petersborg, Rusland) er en kvindelig russisk håndboldspiller som spiller for HK Kuban Krasnodar og Ruslands kvindehåndboldlandshold.